# Shahrestān di Eslamabad-e Gharb
Lo shahrestān di Eslamabad-e Gharb (farsi شهرستان اسلام‌آباد غرب) è uno dei 14 shahrestān della provincia di Kermanshah, il capoluogo è Eslamabad-e Gharb. Lo shahrestān è suddiviso in 2 circoscrizioni (bakhsh): 
- Centrale (بخش مرکزی)
- Homeyl (بخش حمیل)